# Cristian Raileanu
Cristian Raileanu   (Bălți, 24 de gener de 1993) és un ciclista moldau, professional des del 2017 i actualment a l'equip Hengxiang Cycling Team. El 2016, 2019 i 2020 guanyà el Campionat nacional en ruta.

## Palmarès en ruta
- 2014
  - 1r al Gran Premi Città di Montegranaro
- 2015
  -  Campió de Moldàvia sub-23 en ruta
  - 1r al Memorial Guido Zamperioli
- 2016
  -  Campió de Moldàvia en ruta
  - 1r al Trofeu Gruppo Meccaniche Luciani
  - 1r a la Medaglia d'Oro Frare De Nardi
  - 1r al Memorial Guido Zamperioli
- 2017
  - Vencedor d'una etapa al Tour de Szeklerland
- 2018
  - 1r al Tour de Cartier
- 2019
  -  Campió de Moldàvia en ruta
  -  Campió de Moldàvia en contrarellotge
  - Vencedor d'una etapa al Tour d'Iskandar Johor
  - Vencedor d'una etapa al Tour de Taiyuan
  - Vencedor d'una etapa al Tour of Peninsular
  - Vencedor d'una etapa al Tour de Singkarak
- 2020
  -  Campió de Moldàvia en ruta
  -  Campió de Moldàvia en contrarellotge
- 2021
  -  Campió de Moldàvia en contrarellotge
- 2022
  - Vencedor d'una etapa al Tour de Szeklerland
- 2023
  - Vencedor d'una etapa al Tour de Szeklerland
- 2024
  -  Campió de Romania en ruta

## Palmarès en ciclisme de muntanya
- 2013
  -  Campió de Moldàvia en Camp a través